# Баня Баши джамия
Баня Баши джамия (на турски: Banyabaşı Camii) е джамия в София, единствената запазена действаща средновековна джамия в града. Построена е от известния османски архитект Синан, проектирал над 300 сгради, включително Сюлейман джамия в Истанбул и Селим джамия в Одрин. Името ѝ означава „При банята“, тъй като е била част от по-голям бански комплекс.
Джамията е построена по инициатива и с финансовата подкрепа на благодетеля молла Ефенди Кадъ Сейфуллах и затова в някои източници е отбелязана и под името Молла Ефенди или Кадъ Сейфуллах джамия. На арката над вратата върху камък с боя е написан текст, който не може да се разчете. Под него личи датата 974, което дава основание да се приеме, че джамията е построена през 974 година от хиджра (мюсюлманско летоброене) или 1566 – 1567 година по григорианския календар.

## Архитектура
Основната сграда на джамията е четириъгълна. Сред четирите ъглови кубета се извисяват централното кубе и минарето. В предната ѝ част има една пристройка (тетимме) с три малки кубета. Тя е построена в памет на починалата съпруга на Кадъ Сейфуллах Ефенди.
Джамията „Баня баши“ е интересно архитектурно творение, което отразява спецификата на османската архитектурна мисъл през XVI век. Построена е от османския архитект Синан. Стените ѝ са иззидани от дялан камък и тухли, като между каменните редове са поставени редове червени тухли – т.нар. клетъчен градеж, характерен за османската архитектура. На четирите ъгъла, както при джамията Макбул Ибрахим паша в Разград, са поставени двойки контрафорси, които чрез полуарки пренасят натоварването на купола към масивните ъгли на основния обем на сградата. На ъглите на шестнайсетте лъчеви обръча са поставени двойни нагръдници. Стените на молитвената зала, както и арките са от дялан камък. Колоните са издялани от едно цялостно каменно тяло и са в матов цвят. Капителите са сталактитни. Арката над входната врата, която завършва с един венец, също е от профилирани дялани камъни. Централният купол е покрит с оловна ламарина. Минарето на джамията представлява изящно архитектурно произведение. Според Евлия Челеби по красота то нямало равно на себе си в София.
Вътрешността на джамията придобива сегашния си вид в резултат на неколкократни ремонти. Последният основен ремонт е извършен през 20-те години на XX век с финансовата подкрепа на посланика на Турция в София Фетхи Бей. Частични ремонти, боядисване, мазилки и т.н. са правени и след Втората световна война. През 1983 г. е извършена цялостна реставрация на екстериора на джамията по проект на арх. Хр. Ганчев от Националния институт за паметници на културата, когато е възстановена сталактитната украса на викалото, замазана при ремонт в началото на ХХ век. През последните десетилетия ремонтите се извършват с даренията на турски и арабски вакъфи. С тяхна подкрепа е изградена система за подово отопление.
Сегашното състояние на джамията „Баня баши“ дава възможност в нея петъчните дни да се извършва молитва с около 700, а в байрамите близо 1200 мюсюлмани. Капацитетът на джамията е между 500 – 700 души. Затова по време на празниците и петъчните молитви богомолците се молят отвън на тротоара. В миналото около джамията се намирали гробниците на молла Ефенди Кадъ Сейфуллах и на Емин Деде.

## Противоречия
През май 2011 година представители на националистическата партия „Атака“ нападат молещите се мюсюлмани пред джамията „Баня баши“, настоявайки шумът от колоните на храма да бъде намален. За нападението и нарушаването на религиозната свобода България е осъдена от Съда по правата на човека в Страсбург.